# تورسکا
تورسکا (به لاتین: Tõreska) یک روستا در استونی است که در دهستان کوسالو واقع شده‌است.